# NGC 4453
NGC 4453 este o galaxie spirală situată în constelația Fecioara. A fost descoperită în 28 ianuarie 1784 de către William Herschel.